# Келлі Овертон
Келлі Овертон (англ. Kelly Overton; нар. 28 серпня 1978, Вілбрагам) — американська акторка кіно і телебачення, у 2008 році виступила як сценаристка, режисерка та продюсерка.

## Життя і кар'єра
Народилася у Вайбрагамі, штат Массачусетс. Вчилася в Американській академії драматичного мистецтва в Нью-Йорку, яку закінчила у 1999 році. 
На національному телебаченні дебютувала в 2000 році з роллю в денний мильній опері «Всі мої діти» і відтоді зіграла більше 30 ролей на екрані.
Овертон дебютувала на бродвейській сцені в 2002 році з постановці «Випускник». У 2008 році вона зняла незалежний фільм «Колектив», відзначений кількома нагородами різних фестивалів. Після зіграла роль Крісті Монтейру у провальному фільмі «Теккен».
На телебаченні Овертон була більш активна. Відома завдяки своїй ролі в п'ятому сезоні серіалу «Справжня кров», а пізніше з'явилася в серіалі «Красуня і чудовисько». Крім цього з'явилася в таких серіалах, як «Морська поліція: Спецвідділ», «C. S. I.: Місце злочину Маямі», «Мислити як злочинець», «Мертва справа» та багатьох інших. З вересня 2016 р. Овертон головна зірка телесеріалу «Ван Гельсінґ».

## Особисте життя
З квітня 2004 року одружена з режисером, фотографом і продюсером Джадсоном Пірсом Морганом, з яким подала на розлучення в липні 2014 року. 2011 року народила дочку — Евер Морган.

## Фільмографія
- Всі мої діти (17 епізодів, 2000—2001)
- Сімейні цінності (2003)
- Врятуватися до світанку (2004)
- Весільна лихоманка (2004)
- Дзвінок 2 (2005)
- Що ти накоїла? (2006)
- Приреченість (2006)
- Колектив (2008)
- Теккен (2009)
- Небезпечні сни (2010)
- Рикошет (2011)
- Реальна кров (6 епізодів, 2012)
- Красуня і чудовисько (3 епізоди, 2012—2013)
- Ван Гельсинґ